# Huis van Norodom
Het Huis van Norodom (Khmer: រាជវង្សនរោត្តម) is een van de twee koningshuizen van Cambodja. De huidige koning, Norodom Sihamoni (*1953), aan de macht sinds 2004, behoort tot het Huis van Norodom.

## Geschiedenis
Uit koning Ang Duong (1796-1860), die regeerde van 1840 tot 1860 zijn zowel het Huis van Norodom als het Huis van Sisowath ontsproten. Het Huis van Norodom heeft tot nog toe vier koningen voortgebracht. Daarnaast zijn er drie premiers geweest die behoorden tot het Huis van Sisowath. De eerste koning uit het Huis van Norodom was Norodom Prohmbarirak die regeerde van 1860 tot zijn overlijden in 1904. Na diens regeerperiode kwam het Huis van Sisowath aan de macht en bleef dat tot 1941, toen Norodom Sihanouk uit het Huis van Norodom de troon besteeg. Hij was koning van 1941 tot 1955 en van 1993 tot 2004. Van 1955 tot 1960 was de vader van Sihanouk, Norodom Suramarit koning. Na zijn overlijden in 1960 bleef de troon tot de stichting van de Khmerrepubliek in 1970 vacant, maar Norodom Sihanouk bekleedde de functie van staatshoofd. Met de herstel van de monarchie in 1993 besteeg Sihanouk voor een tweede maal de troon en bleef koning tot 2004 toen hij door zijn zoon Norodom Sihamoni - de huidige koning - werd opgevolgd.

## Koningen
| Afbeelding | Naam                             | Begin regeerperiode | Einde regeerperiode |
| ---------- | -------------------------------- | ------------------- | ------------------- |
|            | Norodom Prohmbarirak (1834-1904) | 19 oktober 1860     | † 24 april 1904     |
|            | Norodom Sihanouk (1922-2012)     | 24 april 1941       | 3 april 1955        |
|            | Norodom Suramarit (1896-1960)    | 3 maart 1955        | † 3 april 1960      |
|            | Norodom Sihanouk (1922-2012)     | 24 september 1993   | 7 oktober 2004      |
|            | Norodom Sihamoni (*1953)         | 14 oktober 2004     | —                   |

## Premiers
| Naam                               | Begin termijn | Einde termijn |
| ---------------------------------- | --- | --- |
| Prins Norodom Sihanouk (1922-2012) | 18 maart 1945 28 april 1950 16 juni 1952 7 april 1954 3 oktober 1955 1 april 1956 15 september 1956 9 april 1957 10 juli 1958 17 oktober 1961 | 13 augustus 1945 30 mei 1950 24 januari 1953 18 april 1954 4 januari 1956 3 april 1956 25 oktober 1956 27 juli 1957 18 april 1960 6 augustus 1962 |
| Prins Norodom Kantol (1920-1976)   | 6 oktober 1962 | 22 oktober 1966 |
| Prins Norodom Ranariddh (*1944)    | 2 juli 1993 | 6 juli 1997 |